# Spencer (Ohio)
Spencer es una villa ubicada en el condado de Medina en el estado estadounidense de Ohio. En el Censo de 2010 tenía una población de 753 habitantes y una densidad poblacional de 292,78 personas por km².

## Geografía
Spencer se encuentra ubicada en las coordenadas 41°5′51″N 82°7′21″O / 41.09750, -82.12250. Según la Oficina del Censo de los Estados Unidos, Spencer tiene una superficie total de 2.57 km², de la cual 2.55 km² corresponden a tierra firme y (0.7%) 0.02 km² es agua.

## Demografía
Según el censo de 2010, había 753 personas residiendo en Spencer. La densidad de población era de 292,78 hab./km². De los 753 habitantes, Spencer estaba compuesto por el 97.48% blancos, el 0.13% eran afroamericanos, el 0.13% eran amerindios, el 0.27% eran asiáticos, el 0% eran isleños del Pacífico, el 0.53% eran de otras razas y el 1.46% pertenecían a dos o más razas. Del total de la población el 3.05% eran hispanos o latinos de cualquier raza.